# Rewari
Rewari – miasto w Indiach, w stanie Hariana. W 2011 roku liczyło 143 021 mieszkańców.